# 正觉寺 (抚州市)
正觉寺位于中国江西省抚州市临川区文昌桥东横街，始建于唐，有天王殿、大殿、千佛楼、将军殿、箨龙轩等，已公布为抚州市文物保护单位。